# 4 Heures du Mugello FIA GT 1997
Les 4 Heures du Mugello 1997 FIA GT, disputées le 28 septembre 1997 sur le circuit du Mugello, sont la neuvième manche du championnat FIA GT 1997.

## Course

### Classement de la course
Classement à l'issue de la course (vainqueurs de catégorie en gras), :
| Pos.   | Catégorie | N° | Écurie                                  | Pilotes                                                         | Châssis                      | Pneus | Tours |
| Pos.   | Catégorie | N° | Écurie                                  | Pilotes                                                         | Moteur                       | Pneus | Tours |
| ------ | --------- | -- | --------------------------------------- | --------------------------------------------------------------- | ---------------------------- | ----- | ----- |
| 1      | GT1       | 8  | BMW Motorsport Schnitzer Motorsport     | JJ Lehto Steve Soper                                            | McLaren F1 GTR               | M     | 132   |
| 1      | GT1       | 8  | BMW Motorsport Schnitzer Motorsport     | JJ Lehto Steve Soper                                            | BMW S70 6.0L V12             | M     | 132   |
| 2      | GT1       | 10 | AMG-Mercedes                            | Marcel Tiemann Alessandro Nannini                               | Mercedes-Benz CLK GTR        | B     | 132   |
| 2      | GT1       | 10 | AMG-Mercedes                            | Marcel Tiemann Alessandro Nannini                               | Mercedes-Benz LS600 6.0L V12 | B     | 132   |
| 3      | GT1       | 7  | Porsche AG                              | Bob Wollek Yannick Dalmas                                       | Porsche 911 GT1 Evo          | M     | 132   |
| 3      | GT1       | 7  | Porsche AG                              | Bob Wollek Yannick Dalmas                                       | Porsche 3.2L Turbo Flat-6    | M     | 132   |
| 4      | GT1       | 6  | Porsche AG                              | Thierry Boutsen Ralf Kelleners                                  | Porsche 911 GT1 Evo          | M     | 132   |
| 4      | GT1       | 6  | Porsche AG                              | Thierry Boutsen Ralf Kelleners                                  | Porsche 3.2L Turbo Flat-6    | M     | 132   |
| 5      | GT1       | 9  | BMW Motorsport Schnitzer Motorsport     | Peter Kox Roberto Ravaglia                                      | McLaren F1 GTR               | M     | 131   |
| 5      | GT1       | 9  | BMW Motorsport Schnitzer Motorsport     | Peter Kox Roberto Ravaglia                                      | BMW S70 6.0L V12             | M     | 131   |
| 6      | GT1       | 3  | Gulf Team Davidoff GTC Racing           | Pierre-Henri Raphanel Jean-Marc Gounon                          | McLaren F1 GTR               | M     | 157   |
| 6      | GT1       | 3  | Gulf Team Davidoff GTC Racing           | Pierre-Henri Raphanel Jean-Marc Gounon                          | BMW S70 6.0L V12             | M     | 157   |
| 7      | GT1       | 20 | DAMS Panoz                              | Éric Bernard Franck Lagorce                                     | Panoz Esperante GTR-1        | M     | 131   |
| 7      | GT1       | 20 | DAMS Panoz                              | Éric Bernard Franck Lagorce                                     | Ford (Roush) 6.0L V8         | M     | 131   |
| 8      | GT1       | 1  | Gulf Team Davidoff GTC Racing           | Geoff Lees Anders Olofsson                                      | McLaren F1 GTR               | M     | 130   |
| 8      | GT1       | 1  | Gulf Team Davidoff GTC Racing           | Geoff Lees Anders Olofsson                                      | BMW S70 6.0L V12             | M     | 130   |
| 9      | GT1       | 12 | AMG-Mercedes                            | Klaus Ludwig Bernd Mayländer                                    | Mercedes-Benz CLK GTR        | B     | 130   |
| 9      | GT1       | 12 | AMG-Mercedes                            | Klaus Ludwig Bernd Mayländer                                    | Mercedes-Benz LS600 6.0L V12 | B     | 130   |
| 10     | GT1       | 5  | David Price Racing                      | David Brabham Perry McCarthy                                    | Panoz Esperante GTR-1        | G     | 129   |
| 10     | GT1       | 5  | David Price Racing                      | David Brabham Perry McCarthy                                    | Ford (Roush) 6.0L V8         | G     | 129   |
| 11     | GT1       | 14 | GT1 Lotus Racing                        | Jan Lammers Mike Hezemans                                       | Lotus Elise GT1              | M     | 129   |
| 11     | GT1       | 14 | GT1 Lotus Racing                        | Jan Lammers Mike Hezemans                                       | Chevrolet LT5 6.0L V8        | M     | 129   |
| 12     | GT1       | 21 | Kremer Racing                           | Christophe Bouchut Carl Rosenblad                               | Porsche 911 GT1              | G     | 128   |
| 12     | GT1       | 21 | Kremer Racing                           | Christophe Bouchut Carl Rosenblad                               | Porsche 3.2L Turbo Flat-6    | G     | 128   |
| 13     | GT1       | 27 | Parabolica Motorsport                   | Gary Ayles Chris Goodwin                                        | McLaren F1 GTR               | M     | 127   |
| 13     | GT1       | 27 | Parabolica Motorsport                   | Gary Ayles Chris Goodwin                                        | BMW S70 6.0L V12             | M     | 127   |
| 14     | GT2       | 52 | Viper Team Oreca                        | Justin Bell Luca Drudi                                          | Chrysler Viper GTS-R         | M     | 122   |
| 14     | GT2       | 52 | Viper Team Oreca                        | Justin Bell Luca Drudi                                          | Chrysler 8.0L V10            | M     | 122   |
| 15     | GT2       | 56 | Roock Racing                            | Bruno Eichmann Stéphane Ortelli Claudia Hürtgen                 | Porsche 911 GT2              | M     | 121   |
| 15     | GT2       | 56 | Roock Racing                            | Bruno Eichmann Stéphane Ortelli Claudia Hürtgen                 | Porsche 3.6L Turbo Flat-6    | M     | 121   |
| 16     | GT2       | 57 | Roock Racing                            | Pedro Chaves Ni Amorim Patrice Goueslard                        | Porsche 911 GT2              | M     | 121   |
| 16     | GT2       | 57 | Roock Racing                            | Pedro Chaves Ni Amorim Patrice Goueslard                        | Porsche 3.6L Turbo Flat-6    | M     | 121   |
| 17     | GT2       | 66 | Konrad Motorsport                       | Marco Spinelli Toni Seiler                                      | Porsche 911 GT2              | P     | 118   |
| 17     | GT2       | 66 | Konrad Motorsport                       | Marco Spinelli Toni Seiler                                      | Porsche 3.6L Turbo Flat-6    | P     | 118   |
| 18     | GT2       | 55 | Augustin Motorsport                     | Ernst Gschwender Wolfgang Kaufmann                              | Porsche 911 GT2              | G     | 117   |
| 18     | GT2       | 55 | Augustin Motorsport                     | Ernst Gschwender Wolfgang Kaufmann                              | Porsche 3.6L Turbo Flat-6    | G     | 117   |
| 19     | GT2       | 87 | Roock Racing                            | Hugh Price John Robinson Mike Martin                            | Porsche 911 GT2              | M     | 117   |
| 19     | GT2       | 87 | Roock Racing                            | Hugh Price John Robinson Mike Martin                            | Porsche 3.6L Turbo Flat-6    | M     | 117   |
| 20     | GT2       | 70 | Dellenbach Motorsport                   | Klaus Horn Günther Blieninger Rainer Bonnetmsüller              | Porsche 911 GT2              | D     | 116   |
| 20     | GT2       | 70 | Dellenbach Motorsport                   | Klaus Horn Günther Blieninger Rainer Bonnetmsüller              | Porsche 3.6L Turbo Flat-6    | D     | 116   |
| 21     | GT2       | 68 | Rennsport Italia                        | Angelo Zadra Philipp Peter                                      | Porsche 911 GT2              | ?     | 115   |
| 21     | GT2       | 68 | Rennsport Italia                        | Angelo Zadra Philipp Peter                                      | Porsche 3.6L Turbo Flat-6    | ?     | 115   |
| 22     | GT2       | 65 | RWS                                     | Luca Riccitelli Raffaele Sangiuolo Mario Spagnoli               | Porsche 911 GT2              | ?     | 115   |
| 22     | GT2       | 65 | RWS                                     | Luca Riccitelli Raffaele Sangiuolo Mario Spagnoli               | Porsche 3.6L Turbo Flat-6    | ?     | 115   |
| 23     | GT2       | 53 | Chamberlain Engineering                 | Renato Mastropietro (en) Leonardo Maddalena Piergiuseppe Peroni | Chrysler Viper GTS-R         | G     | 115   |
| 23     | GT2       | 53 | Chamberlain Engineering                 | Renato Mastropietro (en) Leonardo Maddalena Piergiuseppe Peroni | Chrysler 8.0L V10            | G     | 115   |
| 24     | GT2       | 62 | Stadler Motorsport                      | Axel Röhr Uwe Sick Denis Lay                                    | Porsche 911 GT2              | P     | 114   |
| 24     | GT2       | 62 | Stadler Motorsport                      | Axel Röhr Uwe Sick Denis Lay                                    | Porsche 3.6L Turbo Flat-6    | P     | 114   |
| 25     | GT2       | 73 | Seikel Motorsport                       | Bruno Michelotti Jacques Corbet Andrew Bagnall                  | Porsche 911 GT2              | ?     | 113   |
| 25     | GT2       | 73 | Seikel Motorsport                       | Bruno Michelotti Jacques Corbet Andrew Bagnall                  | Porsche 3.6L Turbo Flat-6    | ?     | 113   |
| 26     | GT1       | 2  | Gulf Team Davidoff GTC Racing           | John Nielsen Thomas Bscher                                      | McLaren F1 GTR               | M     | 111   |
| 26     | GT1       | 2  | Gulf Team Davidoff GTC Racing           | John Nielsen Thomas Bscher                                      | BMW S70 6.0L V12             | M     | 111   |
| 27 DNF | GT1       | 24 | GBF UK Ltd.                             | Ralf Kalaschek Max Angelelli Davide Campana                     | Lotus Elise GT1              | M     | 105   |
| 27 DNF | GT1       | 24 | GBF UK Ltd.                             | Ralf Kalaschek Max Angelelli Davide Campana                     | Lotus 3.5L Turbo V8          | M     | 105   |
| 28 DNF | GT2       | 51 | Viper Team Oreca                        | Olivier Beretta Philippe Gache                                  | Chrysler Viper GTS-R         | M     | 146   |
| 28 DNF | GT2       | 51 | Viper Team Oreca                        | Olivier Beretta Philippe Gache                                  | Chrysler 8.0L V10            | M     | 146   |
| 29 DNF | GT1       | 17 | JB Racing                               | Emmanuel Collard Mauro Baldi                                    | Porsche 911 GT1 Evo          | M     | 98    |
| 29 DNF | GT1       | 17 | JB Racing                               | Emmanuel Collard Mauro Baldi                                    | Porsche 3.2L Turbo Flat-6    | M     | 98    |
| 30 DNF | GT1       | 4  | David Price Racing                      | Andy Wallace Olivier Grouillard                                 | Panoz Esperante GTR-1        | G     | 96    |
| 30 DNF | GT1       | 4  | David Price Racing                      | Andy Wallace Olivier Grouillard                                 | Ford (Roush) 6.0L V8         | G     | 96    |
| 31 DNF | GT1       | 23 | GBF UK Ltd.                             | Luca Badoer Mimmo Schiattarella                                 | Lotus Elise GT1              | M     | 82    |
| 31 DNF | GT1       | 23 | GBF UK Ltd.                             | Luca Badoer Mimmo Schiattarella                                 | Lotus 3.5L Turbo V8          | M     | 82    |
| 32 DNF | GT1       | 31 | Augustin Motorsport                     | Horst Felbermayr Sr. Hans-Jörg Hofer Stefano Buttiero           | Porsche 911 GT2 Evo          | G     | 82    |
| 32 DNF | GT1       | 31 | Augustin Motorsport                     | Horst Felbermayr Sr. Hans-Jörg Hofer Stefano Buttiero           | Porsche 3.6L Turbo Flat-6    | G     | 82    |
| 33 DNF | GT2       | 69 | Proton Competition                      | Gerold Ried Patrick Vuillaume Manfred Jurasz                    | Porsche 911 GT2              | P     | 74    |
| 33 DNF | GT2       | 69 | Proton Competition                      | Gerold Ried Patrick Vuillaume Manfred Jurasz                    | Porsche 3.6L Turbo Flat-6    | P     | 74    |
| 34 DNF | GT1       | 11 | AMG-Mercedes                            | Bernd Schneider Alexander Wurz                                  | Mercedes-Benz CLK GTR        | B     | 70    |
| 34 DNF | GT1       | 11 | AMG-Mercedes                            | Bernd Schneider Alexander Wurz                                  | Mercedes-Benz LS600 6.0L V12 | B     | 70    |
| 35 DNF | GT1       | 22 | BMS Scuderia Italia                     | Pierluigi Martini Christian Pescatori                           | Porsche 911 GT1              | P     | 67    |
| 35 DNF | GT1       | 22 | BMS Scuderia Italia                     | Pierluigi Martini Christian Pescatori                           | Porsche 3.2L Turbo Flat-6    | P     | 67    |
| 36 DNF | GT2       | 63 | Krauss Rennsport Technik                | Michael Trunk Bernhard Müller                                   | Porsche 911 GT2              | P     | 61    |
| 36 DNF | GT2       | 63 | Krauss Rennsport Technik                | Michael Trunk Bernhard Müller                                   | Porsche 3.6L Turbo Flat-6    | P     | 61    |
| 37 DNF | GT2       | 77 | Saleen-Allen Speedlab Cirtek Motorsport | Peter Owen Robert Schirle Mark Peters                           | Saleen Mustang RRR           | D     | 45    |
| 37 DNF | GT2       | 77 | Saleen-Allen Speedlab Cirtek Motorsport | Peter Owen Robert Schirle Mark Peters                           | Ford 5.9L V8                 | D     | 45    |
| 38 DNF | GT2       | 59 | Marcos Racing International             | Cor Euser Harald Becker                                         | Marcos LM600                 | D     | 34    |
| 38 DNF | GT2       | 59 | Marcos Racing International             | Cor Euser Harald Becker                                         | Chevrolet 5.9L V8            | D     | 34    |
| 39 DNF | GT1       | 19 | Martin Veyhle Racing (MVR)              | Alexander Grau Marco Werner                                     | Lotus Elise GT1              | ?     | 11    |
| 39 DNF | GT1       | 19 | Martin Veyhle Racing (MVR)              | Alexander Grau Marco Werner                                     | Lotus 3.5L Turbo V8          | ?     | 11    |
| 40 DNF | GT2       | 64 | Kremer Racing                           | Alfonso de Orléans-Bourbon Tomas Saldaña                        | Porsche 911 GT2              | G     | 7     |
| 40 DNF | GT2       | 64 | Kremer Racing                           | Alfonso de Orléans-Bourbon Tomas Saldaña                        | Porsche 3.6L Turbo Flat-6    | G     | 7     |
| DNS    | GT2       | 58 | Estoril Racing Team                     | Michel Monteiro Manuel Monteiro                                 | Porsche 911 GT2              | ?     | –     |
| DNS    | GT2       | 58 | Estoril Racing Team                     | Michel Monteiro Manuel Monteiro                                 | Porsche 3.6L Turbo Flat-6    | ?     | –     |
| DNS    | GT2       | 60 | Marcos Racing International             | Mauro Simoncini Alfons Taels                                    | Marcos LM600                 | D     | –     |
| DNS    | GT2       | 60 | Marcos Racing International             | Mauro Simoncini Alfons Taels                                    | Chevrolet 5.9L V8            | D     | –     |